# 茶陵詩派
茶陵詩派是明朝的一個文學流派，以李東陽為首，其弟子邵寶、何孟春皆為門派中人。其文學理論受到方孝孺、宋濂與嚴羽等人的影響，重視聲調格律。茶陵派雖然不主張模擬，然而由於對詩歌的音節、格調與用字方面，皆認為惟有唐詩可以師法，因此成為前七子擬古主義的基礎。